# Bomb Busters
Bomb Busters — це кооперативна сімейна гра японського автора Хісасі Хаясі, випущена у 2024 році видавництвом Cocktail Games та Pegasus Spiele. У грі учасники спільно намагаються знешкодити бомби протягом кількох місій. Гра здобула третє місце на Swiss Gamers Award у 2024 році та стала переможцем премії Spiel des Jahres у 2025 році.

## Тема та ігровий процес
У грі Bomb Busters гравці виступають у ролі команди саперів. Їхнє завдання — виявляти та видаляти пари однакових числових жетонів (що символізують кабелі) зі своїх прихованих від інших гравців підставок. Якщо гравці утворюють пару з різних значень, вони втрачають час; якщо обирають червоний кабель, бомба вибухає, і команда програє. Місія вважається успішною, якщо всі пари кабелів знешкоджено. Гра складається з 66 місій зростаючої складності, які вводять нові правила та компоненти, що містяться у п'яти закритих коробках.
Ігровий процес є кооперативним та дедуктивним, поєднуючи елементи логіки та обмеженої комунікації. Гравці по черзі або намагаються знайти пару на своїй підставці, або запитують іншого гравця про наявність певного числа на конкретній позиції. Допомагають спеціальні здібності персонажів та бонусні інструменти.

## Видання та відгуки
Гру розробив Хісасі Хаясі, а ілюстрації створила Домінік Ферлан. Вперше випущена у 2024 році видавництвом Cocktail Games французькою мовою, гра швидко отримала міжнародні видання, зокрема англійською та німецькою мовами у співпраці з Pegasus Spiele.
Гра отримала переважно позитивні відгуки за інноваційний ігровий процес, який критики порівнювали з такими іграми, як Код да Вінчі, Судоку та Hanabi. Водночас деякі рецензенти критикували дизайн та якість окремих компонентів, називаючи їх непрактичними.
У 2025 році Bomb Busters здобула перемогу в престижній номінації Spiel des Jahres. Журі відзначило гру за її здатність поступово навчати гравців, поєднуючи логіку та взаємодію, а також за те, що комічний стиль оформлення надає грі напруженій темі необхідної легкості.